# 日耳曼鎮區 (印第安納州聖約瑟夫縣)
日耳曼鎮區（英語：German Township）是位於美國印地安納州聖約瑟夫縣的一個行政鎮區。

## 地方資料
根據2010年美國人口普查的數據，日耳曼鎮區的面積為43.92平方千米，當中陸地面積為43.73平方千米，而水域面積為0.19平方千米。當地共有人口8518人，而人口密度為每平方千米193.94人。